# Gregor Katz
Julius Gregor Katz, född 6 juli 1922 i Rostock, död 5 april 2015, var en svensk barn- och ungdomspsykiater.
Katz, som var son till professor David Katz och dr. phil. Rosa Heine, avlade studentexamen i Stockholm 1941, blev medicine kandidat vid Karolinska Institutet i Stockholm 1945 och medicine licentiat där 1950. Han var vikarierande underläkare på Beckomberga sjukhus 1948, underläkare vid medicinska avdelningen på Sollefteå garnisonssjukhus 1950–1951, vid pediatriska avdelningen på Karlstads lasarett 1951–1952, vid Barnbyn Skå 1952–1954, Svenska sjukhuset i Korea 1954, vid psykiatriska avdelningen på Södersjukhuset 1955–1957, förste underläkare vid barnpsykiatriska avdelningen på Karolinska sjukhuset 1957–1958, ungdomshemsläkare vid Stockholms stads psykiska barna- och ungdomsvård 1958, biträdande överläkare vid barnpsykiatriska avdelningen på Stockholms läns centrallasarett 1960–1964, överläkare vid Stockholms läns omsorger om psykiskt utvecklingsstörda 1964–1969 och överläkare vid Stockholm läns psykiska barna- och ungdomsvårds fristående central i Sollentuna från 1969. Han innehade fältläkarstipendium 1948 samt blev bataljonsläkare vid Fältläkarkåren 1951, i reserven 1956. Han författade skrifter i psykiatri och pediatrik.